# Messier 66
Messier 66 (také M66 nebo NGC 3627) je spirální galaxie v souhvězdí Lva vzdálená od Země přibližně 35 milionů světelných let. Společně s nedalekou galaxií M65 ji objevil Charles Messier 1. března 1780. S touto galaxií, blízkou NGC 3628 a poněkud vzdálenější NGC 3593 tvoří gravitačně vázaný systém
nazývaný trojice galaxií ve Lvu.

## Pozorování

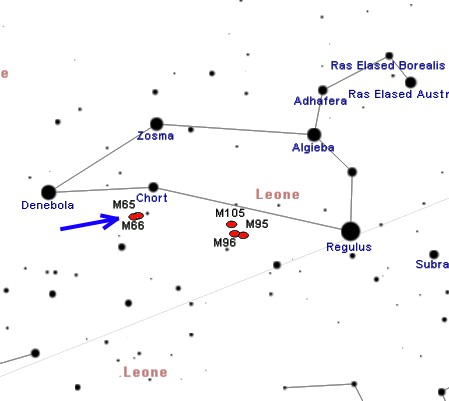
Poloha M 66 v souhvězdí Lva

M66 se dá poměrně snadno vyhledat, protože leží v polovině cesty mezi hvězdami Chertan (θ Leonis) a Asellus (ι Leonis). I když je na hranici viditelnosti pomocí triedru 10x50, je mnohem lépe pozorovatelná dalekohledy o průměru 150 mm a větším. Při průměru dalekohledu 300 mm je možné pozorovat průběh jejích spirálních ramen zatočených proti směru hodinových ručiček, zatímco jádro má příčkový tvar. Na severozápadním okraji galaxie je vidět hvězda desáté magnitudy, která patří do Mléčné dráhy.
Galaxii je možné snadno pozorovat z obou zemských polokoulí, protože má pouze mírnou severní deklinaci. Přesto je na severní polokouli lépe pozorovatelná a během jarních nocí tam vychází vysoko na oblohu, zatímco na jižní polokouli v oblastech více vzdálených od rovníku zůstává poněkud níže nad severním obzorem. Přesto je tedy viditelná ze všech obydlených oblastí Země. Nejvhodnější období pro její pozorování na večerní obloze je od února do srpna.

## Historie pozorování

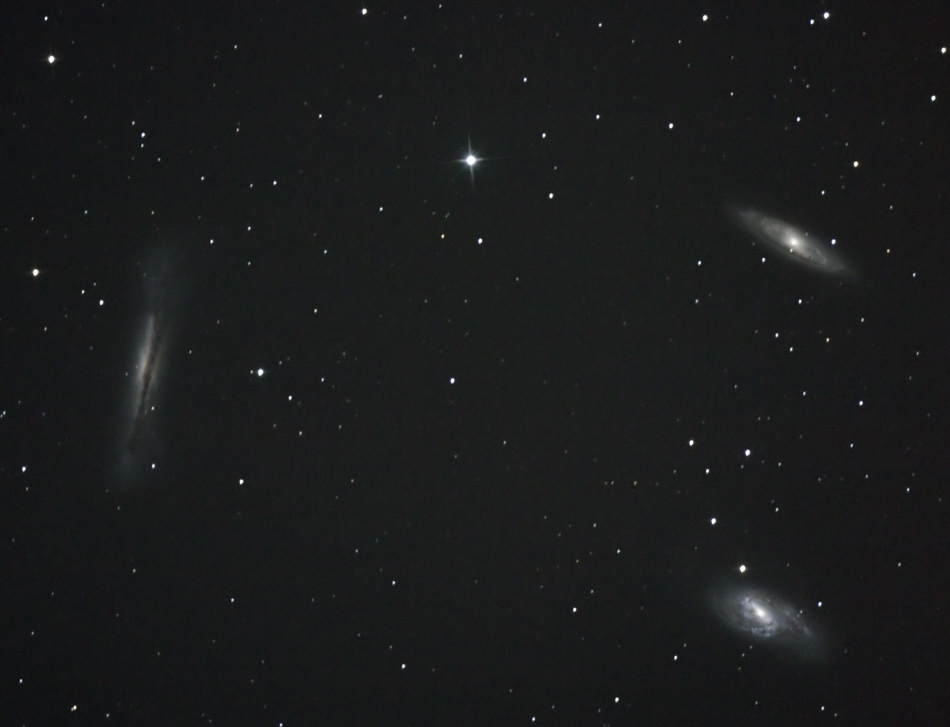
Messier 65 vpravo nahoře, Messier 66 vpravo dole, NGC 3628 vlevo. Sever je vlevo.

Charles Messier tuto galaxii popsal jako slabou mlhovinu bez hvězd, v jejíž blízkosti roku 1773 procházela kometa, ale pravděpodobně kvůli velkému jasu komety si této galaxie nevšiml. Admirál Smyth pak její objevení omylem přisoudil Pierru Méchainovi. Galaxii později znovu pozorovali William Herschel a Isaac Roberts, který ji popsal jako spirálu s dobře ohraničeným hvězdným jádrem tvořícím střed těchto spirál, na nichž je možné napočítat 14 hvězdných zhuštění.

## Vlastnosti
M66 je od Země vzdálená přibližně 35 milionů světelných let a má poloměr zhruba 50 000 světelných let. Její zdánlivá magnituda je 8,9 a tomu odpovídající absolutní magnituda v uvažované vzdálenosti je přibližně -21,3. Halton Arp zapsal M66 do svého katalogu zvláštních galaxií (Atlas of Peculiar Galaxies) pod číslem 16 jako spirální galaxii s odděleným úsekem ramena, protože na konci jižního ramena pozoroval velkou hustotu hvězd, a celou trojici galaxií pod číslem 317 jako skupinu galaxií, jejíž dva členové vykazují známky vzájemného ovlivňování.
V jejích ramenech byly do roku 2015 pozorovány 4 supernovy: SN 1973R (typ II, magnituda 14,5), SN 1989B (typ Ia, magnituda 13), SN 1997bs (typ IIn, magnituda 17) a SN 2009hd (typ II, magnituda 15,8).

## Trojice galaxií ve Lvu
M66 je nejvýraznějším členem skupiny galaxií, která se podobá Místní skupině galaxií a která zahrnuje členy M65, M66 a NGC 3628. Tato trojice galaxií se navzájem ovlivňuje mnohem více než členové Místní skupiny. Ze západní strany M66 vychází oblak neutrálního vodíku, který tyto galaxie spojuje a který je výsledkem jejich blízkého setkání, k němuž došlo před zhruba 800 miliony let.

### Knihy
- O'MEARA, Stephen James. Deep Sky Companions: The Messier Objects. New York: Cambridge University Press, 1998. Dostupné online. ISBN 0-521-55332-6. (anglicky)

### Mapy hvězdné oblohy
- Toshimi Taki. Taki's 8.5 Magnitude Star Atlas [online]. 2005 [cit. 2018-01-09]. Dostupné v archivu pořízeném dne 2018-11-05. (anglicky) - Atlas hvězdné oblohy volně stažitelný ve formátu PDF.
- TIRION; RAPPAPORT; LOVI. Uranometria 2000.0 - Volume I - The Northern Hemisphere to -6°. Richmond, Virginia, USA: Willmann-Bell, inc., 1987. Dostupné online. ISBN 0-943396-14-X.
- TIRION; SINNOTT. Sky Atlas 2000.0. 2. vyd. Cambridge, USA: Cambridge University Press, 1998. ISBN 0-933346-90-5.
- TIRION. The Cambridge Star Atlas 2000.0. 3. vyd. Cambridge, USA: Cambridge University Press, 2001. Dostupné online. ISBN 0-521-80084-6.